# سیارک ۱۱۱۸۱۸
سیارک ۱۱۱۸۱۸ (به انگلیسی: 111818 Deforest، نامگذاری:2002DT) صد و یازده هزار و هشتصد و هجدهمین سیارک کشف شده‌است که در ۱۷ فوریه ۲۰۰۲ کشف شد.